# سالک‌سنت‌مارتون
سالک‌سنت‌مارتون (به مجاری:  Szalkszentmárton) یک منطقهٔ مسکونی در مجارستان است. سالک‌سنت‌مارتون ۸۲٫۱ کیلومتر مربع مساحت و ۱٬۰۶۴ نفر جمعیت دارد.